# أديمار رودريغيز
أديمار رودريغيز (بالإسبانية: Ademar Rodríguez)‏ هو لاعب كرة قدم مكسيكي في مركز ظهير ‏، ولد في 23 مارس 1990 في مدينة مكسيكو في المكسيك. لعب مع نادي أمريكا ونادي نيكاكسا.